# Disporopsis fuscopicta
Disporopsis fuscopicta är en sparrisväxtart som beskrevs av Henry Fletcher Hance. Disporopsis fuscopicta ingår i släktet Disporopsis och familjen sparrisväxter. Inga underarter finns listade i Catalogue of Life.